# Jan Roháč z Dubé

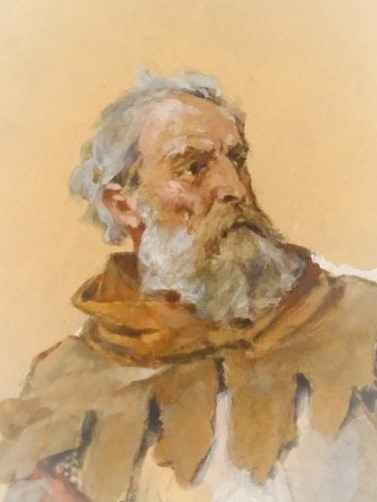
Jan Roháč z Dubé

Jan Roháč z Dubé (ur. ?, zm. 9 września 1437 w Pradze) – czeski wódz husycki.
Po śmierci Jana Žižki został przywódcą sierotek, radykalnego odłamu husytów. Przeżył bitwę pod Lipanami w 1434 roku, a w 1437 roku wycofał się z ostatnimi zwolennikami do małego zamku Sion. Zamek oblężono, a jego obrona po czterech miesiącach została przełamana przez połączone wojska czeskie pod wodzą Hynce Ptáčka i węgierskie pod wodzą Mihályiego Országha. Trzy dni potem w Pradze Roháča powieszono na rozkaz cesarza
Zygmunta Luksemburskiego.
W 1947 roku wyprodukowano o nim pierwszy czechosłowacki film kolorowy.